# Adrijan Komnen
Adrijan Komnen (grčki Ἁδριανὸς Κομνηνός, Adrianos Komnenos) bio je bizantski plemić i general. Njegovi su roditelji bili domestikos tōn scholōn Ivan Komnen i gospa Ana Dalasena (kći Aleksija Charona), a brat car Bizantskog Carstva, Aleksije I. Komnen (vladao 1081. – 1118.). Prema povjesničaru Nikeforu Brijeniju, Ana je, nakon smrti svog supruga, povjerila Adrijana raznim tutorima, koji su mu pružili odlično obrazovanje. Nakon što je Aleksije postao car, Adrijan je dobio titulu prōtosésbatosa. 
Adrijan je oženio princezu Zoe Duku, koja je „rođena u purpuru” (treća kći cara Konstantina X. Duke). Djeca Zoe i Adrijana:
- Aleksije Komnen — imao je barem jednu kćer
- kći (Ana?)
- kći (Aleksija?)[2]